# Vorflügel

Schema einer Vorflügelanordnung

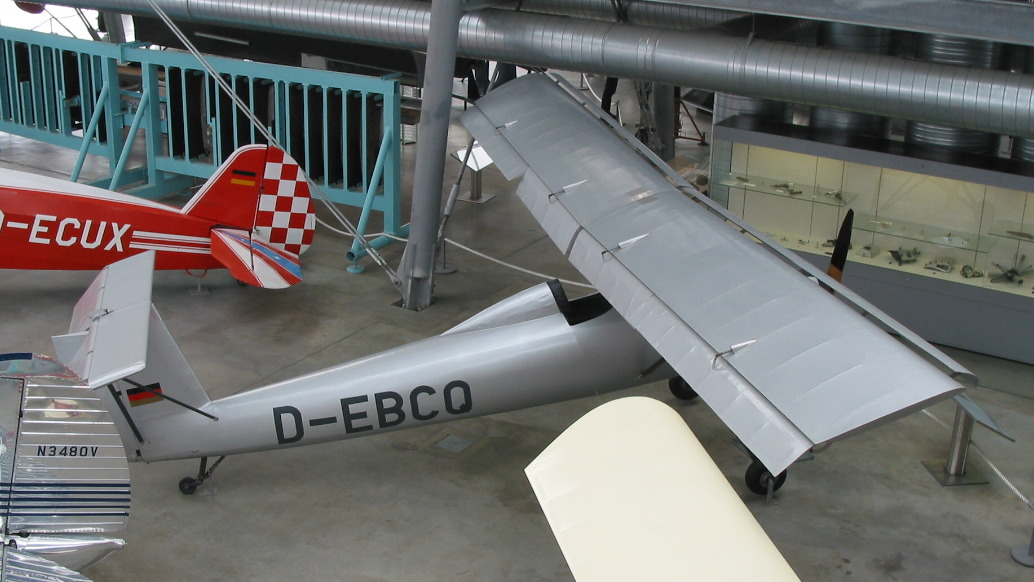
STOL-Flugzeug LF1 Zaunkönig mit deutlich sichtbarem festen Vorflügel

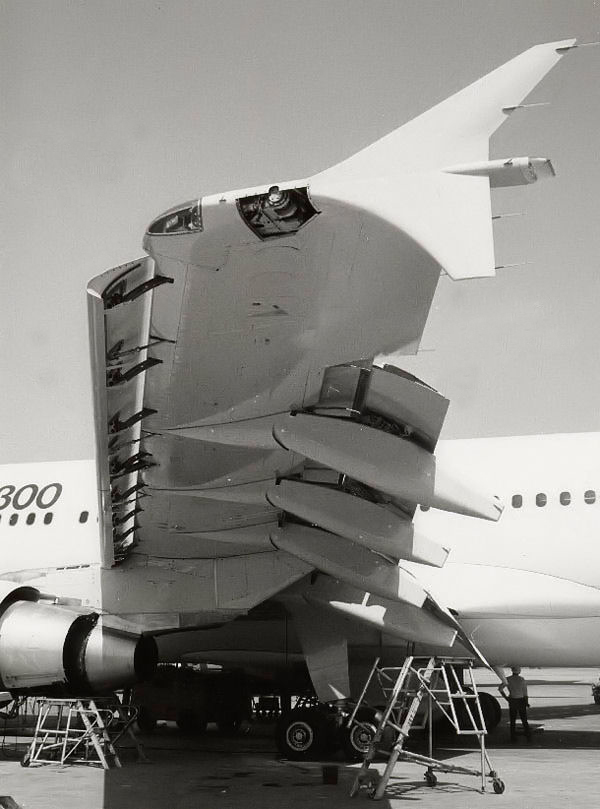
Airbus A300 mit ausgefahrenen Vorflügeln und Landeklappen

Vorflügel, auch Slats (pl.), sind kleine, am vorderen Rand der Tragfläche eines Flugzeugs angebrachte, aerodynamisch wirksame Flächen zur Strömungsbeeinflussung bei Start und Landung. Das Ausfahren der Vorflügel ermöglicht es, mit größerem Anstellwinkel zu fliegen. Da der Auftrieb näherungsweise proportional zum Anstellwinkel und Quadrat der Geschwindigkeit ist, ermöglicht dies dem Flugzeug speziell bei der Landung oder bei anderen Manövern nahe an der Strömungsabrissgrenze noch langsamer zu fliegen als nur mit Landeklappen. Damit lässt sich beispielsweise die erforderliche Start- und Landestrecke auf der Start- und Landebahn verkürzen. Die Vorflügel sind meist beweglich und werden dann während des Fluges eingefahren, um den Luftwiderstand zu verringern.
Es gibt mehrere Typen von Vorflügeln:
- Feste  Vorflügel sind ständig ausgefahren bzw. einfach Schlitze in der Flügelvorderkante, sie werden fast nur bei speziellen Flugzeugen verwendet, die für den Langsamflug ausgelegt sind, da dies die Höchstgeschwindigkeit eines Flugzeugs deutlich herabsetzt (vgl. z. B. den Fieseler Storch und das polnische Schleppflugzeug PZL-104 Wilga).
- Automatische  Vorflügel liegen bündig mit der vorderen Flügelkante und werden durch Federn nach vorn ausgefahren, sobald der Staudruck aufgrund geringerer Fluggeschwindigkeit nachlässt (vgl. z. B. Morane-Saulnier Rallye).
- Angetriebene  Vorflügel können vom Piloten elektrisch oder hydraulisch aus- und eingefahren werden. Diese Art ist bei modernen Verkehrsflugzeugen üblich.

Die Vorflügel machen in der Regel nur einige Prozent der gesamten Flügeltiefe aus. Sie vergrößern die Flügeltiefe entweder über die gesamte Flügelbreite oder nur am äußeren Drittel der Flügel.
Durch das Ausfahren der Vorflügel wird ein Teil des Luftstroms durch einen sich verengenden Schlitz beschleunigt und von der Unterseite des Vorflügels über die Tragfläche gelenkt. Die Grenzschicht auf der Hauptflügeloberseite wird dadurch angeblasen und stabilisiert, so dass ein Strömungsabriss zu geringeren Fluggeschwindigkeiten und höheren Anstellwinkeln verschoben wird. Gleichzeitig ermöglicht ein Vorflügel durch den höheren erzeugten Auftrieb bei Start und Landung den Transport höherer Lasten, auch in Verbindung mit anderen Hochauftriebshilfen.
Die Krügerklappe hat im ausgefahrenen Zustand eine ähnliche aerodynamische Wirkung wie ein Vorflügel. Sie unterscheidet sich jedoch in der mechanischen Ausführung.
Manche Vögel spreizen bei der Landung einige Federn der Alula nach vorne ab. Sie erreichen damit eine ähnliche Wirkung wie ein Vorflügel.

## Geschichte der Vorflügel
1918 wollte Gustav Lachmann den Vorflügel als Patent anmelden, was aber vom Deutschen Patentamt abgelehnt wurde. Für Handley Page in England entwickelte er den ersten festen Vorflügel. Diese Bauform wurde speziell für Flugzeuge verwendet, die mit einer kurzen Start- und Landebahn auskommen mussten, beispielsweise an der deutschen Fieseler Fi 156, auch Storch genannt (Bild rechts unten). Dem Storch genügten für den Start 45 m Startbahnlänge, für die Landung sogar nur 18 m.

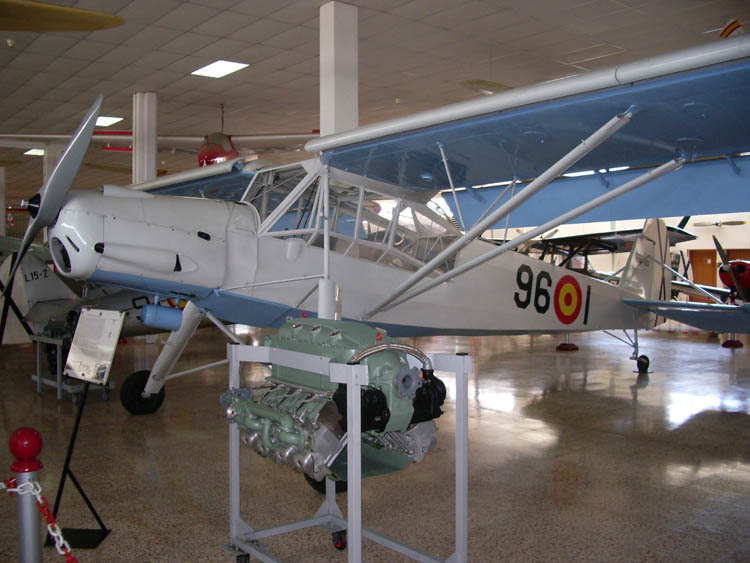
Fieseler Storch mit festen Vorflügeln

Vor dem Zweiten Weltkrieg wurden die ersten automatischen Vorflügel entwickelt. So verwendete z. B. Willy Messerschmitt automatische Vorflügel bei der Bf 108 und Bf 109, um die Luftreibung der Flügel zu reduzieren und damit höhere Endgeschwindigkeiten zu erreichen. Trotzdem muss bei Start und Landung genug Auftrieb vorhanden sein, für welchen die Vorflügel sorgen.
In der Nachkriegszeit wurden die Vorflügel stark weiterentwickelt. Schon bei den Schweizerischen Eigenbauprojekt N-11 von 1946 hätten die Vorflügel nicht nur für den Langsamflug ausgefahren werden sollen, sondern hätten auch in Zwischenstellungen als Manövrierhilfen im Luftkampf dienen sollen. Das folgende Projekt P-16 flog ab 1955 mit Nasenklappen. Vorflügel wurden künftig hydraulisch oder elektrisch angetrieben und erlaubten damit einen variableren Einsatz.